# Lars Eric Ericsson
Lars Eric Ericsson, född 29 juli 1943, är en svensk politiker (Socialdemokraterna) och ämbetsman.
Ericsson var statssekreterare i kommundepartementet 1974-76, kommunalråd i Uppsala 1979-86, förbundsordförande i Kommunförbundet 1986–1992 samt landshövding i Gävleborgs län 1992–2002. Ericsson var under 1990-talet ordförande för Granskningskommissionen i anledning av mordet på Olof Palme och efterträdde därmed Sigvard Marjasin på den posten. Kommissionen avlade sin slutrapport under sommaren 1999 och i anledning av detta gjorde Lars Borgnäs ett reportage om kommissionens arbete samt lyfte fram frågetecken kring utredningen.